# James Pinckney Henderson
James Pinckney Henderson, född 31 mars 1808 i Lincolnton, North Carolina, död 4 juni 1858 i Washington, D.C., var en amerikansk demokratisk politiker. Han var den första guvernören i delstaten Texas 1846-1847. Han representerade Texas i USA:s senat från 9 november 1857 fram till sin död.
Henderson studerade vid University of North Carolina at Chapel Hill. Han studerade sedan juridik och inledde 1828 sin karriär som advokat i hemstaden Lincolnton. Han flyttade 1835 till Mississippi och 1836 till Republiken Texas.
Henderson tillträdde i november 1836 som justitieminister i Republiken Texas. Utrikesministern Stephen F. Austin avled i ämbetet den 27 december 1836 och efterträddes av Henderson vars tid som minister blev kortvarig. Robert Anderson Irion tillträdde 1837 som ny utrikesminister i Republiken Texas, medan Henderson fick diplomatiska uppdrag i England och i Frankrike. Henderson gifte sig 1839 med Frances Cox i London. Bruden var från Philadelphia och de hade träffats i Frankrike. Henderson återvände 1840 till Republiken Texas och arbetade därefter som advokat i San Augustine.
Henderson vann 1845 det första guvernörsvalet i den nya delstaten Texas. Han tillträdde 1846 och efterträddes året därpå av George Tyler Wood.
Senator Thomas Jefferson Rusk sköt sig själv den 29 juli 1857. Delstatens lagstiftande församling valde Henderson till Rusks efterträdare i senaten. Han avled i sin tur året därpå i ämbetet och efterträddes av Matthias Ward.
Hendersons gravplats flyttades år 1930 från Congressional Cemetery i Washington, D.C. till Texas State Cemetery i Austin. Henderson County, Texas har fått sitt namn efter James Pinckney Henderson.